# Monacha emigrata
Monacha emigrata is een slakkensoort uit de familie van de Hygromiidae. De wetenschappelijke naam van de soort is voor het eerst geldig gepubliceerd in 1894 door Westerlund.